# پادشاه هونجونگ
پادشاه هونجونگ (به کره‌ای: 헌종)، (۱ آگوست ۱۰۸۴–۶ نوامبر ۱۰۹۷) (حکومت ۱۰۹۴–۱۰۹۵) چهاردهمین سلسله گوریو بود. او بزرگترین پسر پادشاه سئونجونگ بود. با توجه به گوریو-سا، او یک کودک باهوش بود و در سن ۹ سالگی در نوشتن عالی بود.
در سال اول جلوسش بر تخت امپراتوری، هیونجونگ با شورش یی جائه یویی مواجه شد، که به سرعت شورش درهم شکسته شد. در سال بعد، او بیمار شد و تاج و تخت را به پادشاه سوکجونگ، که عمویش بود واگذار کرد.

## خانواده
- پدر: پادشاه سئونجونگ گوریو (۹ اکتبر ۱۰۴۹ – ۱۷ ژوئن ۱۰۹۴) (고려 선종)
  - پدربزرگ: مونجونگ گوریو (۲۹ دسامبر ۱۰۱۹ – ۲ سپتامبر ۱۰۸۳) (고려 문종)
  - مادربزرگ: Queen Inye of the Incheon Lee clan (۱۰۳۱ – ۱۰۹۲) (인예왕후 이씨)
- مادر: Queen Sasuk of the Incheon Lee clan (۱۰۶۵ – ۱۱۰۷) (사숙왕후 이씨)

همسران:
1. Queen Hoesun of the Jinju So clan (회순왕후 소씨)